# Acanthocephalus parallelotestis
Acanthocephalus parallelotestis är en hakmaskart som beskrevs av Achmerov, et al 1941. Acanthocephalus parallelotestis ingår i släktet Acanthocephalus och familjen Echinorhynchidae. Inga underarter finns listade i Catalogue of Life.